# Рахман, Джамилур
Джамилур Рахман (англ. Jamilur Rahman) — бангладешский шахматист, мастер ФИДЕ.
Чемпион Бангладеш 1983 г.
В составе сборной Бангладеш участник трех шахматных олимпиад (1986, 1990 и 1992 гг.).
На олимпиаде 1986 г. выступал на 3-й доске. Сыграл 12 партий, из которых 6 выиграл (в том числе у В. Смолла), 1 завершил вничью и 5 проиграл (в том числе Я. Плахетке, Ю. Рантанену, Н. Штуллю и Х. А. Гутьерресу).
На олимпиаде 1990 г. был запасным участником. Сыграл 5 партий, из которых 2 выиграл и 3 проиграл (в том числе С. Сойлу).
На олимпиаде 1992 г. выступал на 3-й доске. Сыграл 13 партий, из которых 5 выиграл, 3 завершил вничью и 5 проиграл (в том числе А. А. Шабалову).

## Изменения рейтинга
| Графики недоступны из-за технических проблем. См. информацию на Фабрикаторе и на mediawiki.org. |